# 원 맨 갱

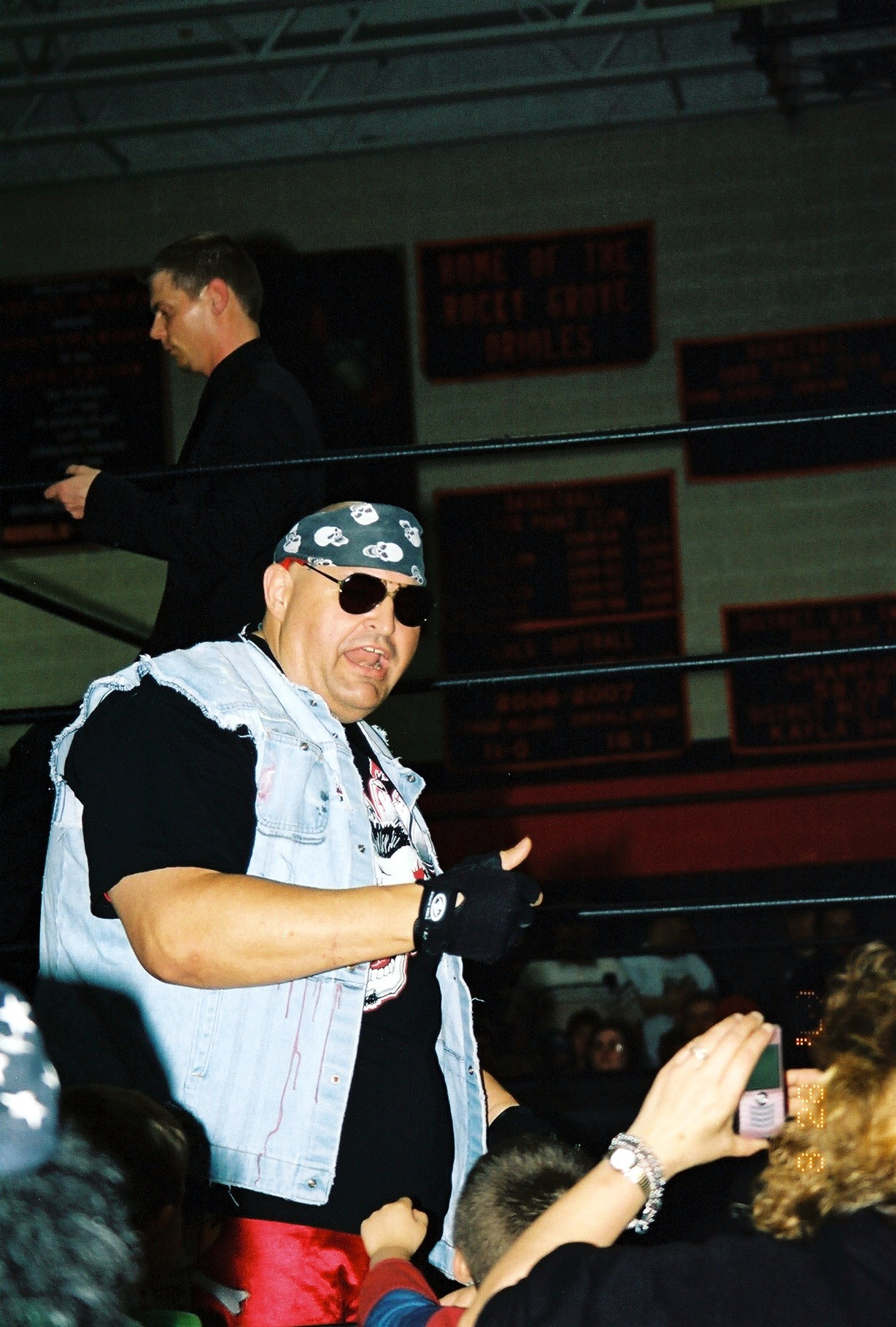

원 맨 갱(One Man Gang)은 본명은 조지 그레이(George Gray, 1958년 2월 12일 ~ )다. 미국의 남자 전 프로레슬링선수다. 키는 205cm(6 ft 9 in)에다가 몸무게는 200kg(450 lb)이며 뚱뚱한 체격이며 피니쉬는 칠사칠 스플래쉬/에어 아프리카(런닝 스플래쉬), 다이빙 불독, 우피 쿠션(다이빙 시티드 센턴), 인버티드 수플렉스 슬램, 우피 엘보우(다이빙 바이오닉 엘보우), 캑터스 찹(다이빙 오버헤드 찹), 캑터스 디디티(점핑 디디티), 캑터스 슬램(런닝 파워슬램), 싯아웃 바디 슬램, 스윙 사이드 슬램, 와일드 씽(다이빙 슈팅 스타 프레스)으로 사용을 한다. 와이드 스피어(스피어), 와이드 블록(다이빙 숄더 블록), 와이드 헤드벗 드롭(다이빙 헤드벗 드롭), 와이드 드롭(런닝 더블 풋 스톰프)로 사용을 한다. 1977년 프로레슬링 입문으로 밝혀졌다가 2009년 은퇴를 한다. 다만 1988년 ~ 1990년까지 WWF 링네임이 아킴(Akeem)으로 밝혀졌다. 당시 빅 보스 맨하고 붙어다니는 경우도 있었다고 한다.

## Professional wrestling highlights
- Finishing moves
  - 747 Splash (WCW/WWF) Air Africa (Running splash) - 1987-2009
  - Cactus Chop (Diving overhead chop) - 1984-1986
  - Cactus Cannonball (Diving senton bomb) - 1984-1986
  - Cactus DDT (Jumping DDT) - 1984-1986
  - Cacus Slam (Running powerslam) - 1984-1986
  - Diving bulldog - 1987-2009
  - Inverted suplex slam - 1987-2009
  - Sitout body slam - 1986-1987
  - Swinging side slam - 1986-1987
  - Wild block (Diving shoulder block) - 1982-1984
  - Wild Headbutt Drop (Diving headbutt drop) - 1982-1984
  - Wild Drop (Running double foot stomp) - 1982-1984
  - Wild Spear (Spear) - 1982-1984
  - Wild Thing (Diving shooting star press) - 1986-1987
  - Whoopie Cushion (Diving seated senton) - 1987-2009
  - Whoopie Elbow (Diving bionic elbow) - 1986-1987
- Signature moves
  - Bearhug
  - Jumping elbow drop
  - Multiple punches
  - Lariat
  - Nerve hold
  - Overhead belly-to-belly suplex
  - Runnnig body avalanche
  - Two-handed chokelift
- Managers
  - Boogaloo Brown
  - Izzy Slapawitz
  - Kevin Sullivan
  - Gary Hart
  - Gentleman Jim Holiday
  - Jim Cornette
  - JJ Dillon
  - Jimmy Hart
  - Rockin' Robin
  - Sir Oliver Humperdink
  - Skandor Akbar
  - Slick
  - Theodore Long
- Nicknames
  - "The African Dream"
  - "The One Man Gang" George Gray
- Entrance themes
  - "Big Dog" by Zack Tempest (WWF; 1987-1988; 2001 Wrestlemania X-Seven)
  - "Jive Soul Bro" by Jim Johnston (WWF; 1988-1990)
  - It's Alive! by Howard Pfeifer (WCW; 1991-1996)

## 수상
- BBOW 월드 헤비웨이트 챔피언 (1회)
- NWA 월드 브레스 너클스웨이트 챔피언 (플로리다 버전) (1회)
- NWA 월드 유나이티드 스테이츠 태그팀웨이트 챔피언 (플로리다 버전) (1회) - 론 베스
- DSW 월드 하드코어웨이트 챔피언 (1회)
- 아이 제너레이션 레슬링 오스트럴레이전웨이트 챔피언 (2회)
- NWA 월드 미드-어랜틱 태그팀웨이트 챔피언 (1회) - 켈리 키니스키
- 랭크드 넘버 312 오브 더 탑 500 베스트 싱글즈 레슬링 오브 더 "PWI 이열즈" 인 2003
- UFW 월드 헤비웨이트 챔피언 (1회)
- WCW 월드 유나이티드 스테이츠 헤비웨이트 챔피언 (1회)
- NWA 월드 식스-맨 태그팀웨이트 챔피언 (텍사스 버전) (1회) - 킬러 팀 브룩스 언드 마크 르윈
- WWC 월드 하드코어웨이트 챔피언 (2회)
- 12 맨 로얄 럼블 (1987)
- 슬리미 어워드 (1회)
  - 베스트 그룹 (1987)